# Bertrada van Laon
Bertrada van Laon, ook wel bekend als Bertha met de Grote Voet (mei 720 – 12 juli 783) was een Frankische koningin. Ze was een dochter van Charibert van Laon. Volgens een legende was zij echter de dochter van Floris ende Blancefloer. Bertrada van Laon dankt haar bijnaam aan het lied Li Romans de Berte aux grands pieds van de Franse troubadour Adenes Le Roi. Ze kreeg deze bijnaam vermoedelijk omdat ze een klompvoet had.

## Pepijn de Korte
In 740 trouwde ze met Pepijn de Korte, als zijn tweede vrouw. Door te nauwe verwantschap waren er jaren nodig voordat de kerk het huwelijk erkende. In 762 wilde Pepijn haar verstoten, maar dat mislukte door verzet van de paus. Bertrada was een belangrijke adviseur van haar man en volgde hem op zijn veldtochten. Na zijn dood verloor Bertrada haar titel van koningin en woonde zij aanvankelijk een tijd bij haar zoon Karel.

## Arrangementen
Ze probeerde de vrede tussen haar zoons Karel en Karloman te bewaren. Zo arrangeerde ze in 770 het tweede huwelijk van Karel met de dochter van koning Desiderius der Longobarden, veelal Desiderata genaamd, en dit als onderdeel van een politiek evenwicht dat ze trachtte te scheppen tussen de broers, de Longobarden, Beieren en de paus. In haar pro-Longobardische politiek kon Bertrada op de steun rekenen van een deel van de Frankische adel. Die zagen in Bertrada's demarches voor een "rustige" zuidgrens van het Frankenrijk een beveiliging. In dat kader werd ook haar dochter verloofd met een Longobardische prins, maar dat huwelijk ging niet door. Uiteindelijk vestigde Bertrada zich in het klooster van Choisy-au-Bac, waar zij stierf.

## Kinderen
Pepijn en Bertrada hadden de volgende kinderen:
- Karel de Grote, (747 óf 748 - Aken, 28 januari 814)
- Karloman I, (751 - Samoussy (Aisne), 4 december 771)
- Gisela, (757 - Chelles, 30 juli 810). Zij verloofde zich in 765 met de latere keizer Leo IV van Byzantium, maar de verloving werd verbroken. In 788 werd ze abdis van de Abdij van Chelles.
- Pepijn (759-761)
- Chrotais, jong overleden, begraven in de abdij van Sint-Arnulf in Metz
- Adelais, jong overleden, begraven in de abdij van Sint-Arnulf in Metz
- Mogelijk nog twee onbekende dochters.

## Legende
Een legende verhaalt, volledig zonder historische grond, dat Bertrada een dochter zou zijn van Floris en Blancefloer:
Floris, de zoon van een islamitische koning in Spanje en Blancefloer, de dochter van een buitgemaakte christelijke gravin, groeiden samen op, en waren al voor hun vijfde smoorverliefd. Floris' vader was daar niet blij mee en wilde Blancefloer vermoorden. De koningin was daar tegen en bedacht een ander plan. Floris moest naar een andere school, ver weg, om daar tussen andere meisjes geplaatst te worden. Hem werd beloofd dat Blancefloer later zou volgen. Blancefloer werd als slavin aan een emir uit Babylon verkocht. De koning en koningin richtten een praalgraf voor haar op en vertelden Floris dat Blancefloer gestorven was. Toen Floris dat hoorde besloot hij zelfmoord te plegen. Zijn moeder vertelde hem de waarheid en Floris ging Blancefloer zoeken. Toen hij haar ten slotte vond, vertrokken ze (na enige moeilijkheden) weer naar Spanje. Ze trouwden en kregen een dochter: Bertrada.